# Темна арена
«Темна арена» (англ. The Dark Arena) — роман Маріо П'юзо 1955 року.
Тематика книжки — життя американців та німців у повоєнній Німеччині. Події відбуваються в Бремені, головний персонаж — Моска, який знову повернувся зі Штатів до північної Німеччини, де проходить крізь внутрішні переживання і, зрештою, відкриває себе справжнього. Його дівчина допомагає йому відкрити сенс і порядок в брутальному світі повоєнного хаосу та суворих правил чорного ринку, американської адміністрації та війська. Порушуються питання німецько-американських відносин. Маріо П'юзо описує внутрішній стан переможених і винних, переможців та жертв тоталітарної системи.

## Сюжет
Книга розповідає про життя Волтера Моска, американського вояка, який після війни служив в окупаційній адміністрації американського сектора в Німеччині.
Коли Моска повертається додому в Америку, то не може більше вести звичайне життя і вирішує знову повернутися в Німеччину. Осівши у Бремені, Моска працює в окупаційній адміністрації, де зустрічає свого друга з війни, який знайомить його з ще кількома працівниками та друзями й разом вони проживають різні життєві пригоди.
Одного дня, повертаючись додому, Моска зустрічає худу голодну дівчину, на ім'я Гелла, яку відводить до себе додому й дає їй поїсти. Моска дозволяє дівчині залишитися в нього, а відтак вони закохуються один в одного.
Наступні кілька місяців описано, як в Німеччині живеться американським воякам, а як — цивільному населенню. Це відбивається й на Моску і його приятелях. Через рік у Моска і Гелли народжується дитина, а більшість Маскових друзів повертаються до Америки. В цей час у Гелли починає боліти зуб, а через тиждень усе її обличчя напухає так, що вона навіть не може їсти. Моска робить все можливе, щоб дістати анестетики з лікарні, але без успіху. Згодом він звертається до Юнгена, який міг знайти будь-що на чорному ринку. Юнген обіцяє дістати потрібні ліки, але за вищу ціну. Однак, коли Юнген не зміг знайти потрібні ліки, він купує дешеві та дорожче перепродує їх Моску. Гелла отримує неякісні ліки, а Моска саме в цей час їде до Франкфурта, де, згодом, отримує дзвінок від свого друга Едді, який повідомляє, що Гелла потрапила в лікарню. Моска повертається додому і дізнається, що Гелла померла.
Кілька днів по тому, Моска зустрічає Едді та просить, щоб той привів до нього додому Юнгена, якому хоче повернути гроші за ліки. Невдовзі Едді з Юнгеном навідуються до Моски, але не знаходять його вдома. Раптом Едді все усвідомлює і намагається попередити Юнгена, але Моска стріляє раніше, ніж йому вдасться втекти.